# Antonio Bertola
Pour les articles homonymes, voir Bertola.
Antonio Bertola, né le 25 janvier 1914 à Sossano en Italie et mort le 21 juin 1967 à Buenos Aires en Argentine, est un  coureur cycliste italien. Professionnel de 1935 à 1949, il fut le premier Italien à monter sur le podium du Tour d'Espagne lors de la deuxième édition en 1936.

## Biographie
Antonio Bertola passe professionnel en 1935, en individuel. En 1936, il remporte une étape et termine troisième du Tour d'Espagne, devenant à cette occasion le premier cycliste italien à monter sur le podium de la Vuelta. 
Au début de la Seconde Guerre mondiale, il déménage avec son frère Angel en Argentine où il termine sa carrière. Dans ce pays, il remporte les Six Jours de Buenos Aires à trois reprises et le championnat d'Argentine à deux reprises.

## Palmarès sur route
- 1935
  - Grand Prix de Bone :
    - Classement génééral
    - 8e, 11e et 12e étapes
- 1936
  - 8e étape du Tour d'Espagne
  - 3e du Tour d'Espagne
- 1937
  - 8e étape du Tour du Maroc
- 1939
  - 3e étape du Tour du Sud-Est
  - 9e étape du Tour du Sud-Ouest
  - Circuit du Midi :
    - Classement général
    - 1re étape

  - Circuit des villes d'eaux d'Auvergne :
    - Classement général
    - 1re étape

  - 2e de Bordeaux-Pau
- 1941
  -  Champion d'Argentine sur route
  - Rosario-Santa Fe
  - 2e étape de Buenos Aires-Mar del Plata
- 1942
  - 20h de Santiago de Chili (avec Raffaele Di Paco)
  - 2e de la Doble Bragado
- 1943
  -  Champion d'Argentine sur route
  - Rosario-Santa Fe
- 1949
  - 3e de la Doble Bragado

## Résultats sur les grands tours

### Tour d'Italie
1 participation
- 1937 : 37e

### Tour d'Espagne
1 participation
- 1936 : 3e, vainqueur de la 8e étape

## Palmarès sur piste

### Six jours
- Six Jours de Buenos Aires : 1942 (avec Fernand Wambst), 1947 (avec Alvaro Giorgetti) et 1948 (avec Angel Castellani)